# Fest Aladár
Fest Aladár, Festa Alfredo (Eger, Heves vármegye, 1855. január 27. – Budapest, 1943. november 6.) gimnáziumi tanár, igazgató, pedagógiai szakíró, tankerületi főigazgató, királyi tanácsos.

## Élete
Középiskolai tanulmányait szülővárosában, majd Budán folytatta. A budapesti tudományegyetem történelem-földrajz szakának elvégzése után egy évet töltött mint házitanító Kétegyházán, id. Almásy Kálmán gróf birtokán. Miután visszatért Budapestre, a Középiskolai Tanárképző Intézet gimnáziumában lett gyakorlótanár és magánoktató. 1879-ben történelem és földrajz tantárgyakból magyar és német tannyelvű középiskolai tanári oklevelet szerzett.
1880-ban a félegyházi katolikus algimnáziumhoz nevezték ki tanárnak, ahonnan félévi szolgálat után a Vallás- és Közoktatásügyi Minisztérium olaszországi tanulmányútra küldte. Másfél évet tartózkodott ott, azalatt tanult a római és a pisai egyetemen, illetve hosszabb időt töltött Firenzében és Riminiben is. Visszatérte után, 1882 szeptemberétől – helyettesítési évek nélkül – kinevezték a fiumei főgimnázium történelemtanárává.
1894-ben – saját kérésére – áthelyezték a budapesti II. kerületi katolikus főgimnáziumhoz, de két évvel később, Berghoffer József halála után, immár igazgatóként térhetett vissza a fiumei főgimnáziumhoz, amelyet onnantól tizenöt éven át vezetett.
1911-ben Erődi Béla budapesti tankerületi főigazgató – aki korábban, 1882-től 1889-ig a fiumei főgimnázium igazgatója volt – kieszközölte, hogy régi barátját mellé helyezzék. A következő évben ezért Festet is kinevezték a budapesti tankerület főigazgatójává, ahol Erődivel együtt dolgozott hét éven át.
A tanügy terén szerzett érdemei elismeréséül 1906-ban megkapta a királyi tanácsosi kitüntető címet. A következő évben, 25 éves szolgálati jubileuma alkalmából 250 koronás alapítványt tett, amelynek kamataiból minden évben egy tízkoronás arannyal jutalmazott egy-egy VII. osztályos tanulót, aki latin nyelvből a legjobb fordítást készítette.
1919-ben a köztársaság kormánya, mint a régi rend hívét, nyugdíjazta, de még ez után is vállalt oktatási feladatokat; 1923-tól a budapesti egyetem közgazdaság-tudományi karán tanított olasz nyelvet néhány évig.
A közéletben is aktív szerepet vállalt, számos egyesületnek volt tagja, többnek vezetőségi tagja is. Bekapcsolódott a Budapesten virágkorát élő magyar-olasz kulturális életbe, illetve több publikációja is megjelent, magyar és olasz nyelven egyaránt. Élete utolsó éveit visszavonultan töltötte; 1943-ban, 88 éves korában hunyt el.

## Művei
- Hogyan tanítsunk történelmet? Országos Középiskolai Tanáregyesületi Közlöny, 1890-91.
- Nemzeti irányú történelmi oktatás. Országos Középiskolai Tanáregyesületi Közlöny, 1891-92.
- Történelem az egységes középiskolában. Országos Középiskolai Tanáregyesületi Közlöny, 1891-92.
- A magyar reform-középiskola. Magyar Paedagogia, 1913. 605-622. l.
- A történelmi oktatás módszere. Magyar Paedagogia, 1917. 129-157. l.